# Moritz
Moritz en tysk form av mansnamnet Maurits som i sin tur är av latinskt ursprung. 
Det betyder "man med moriskt (mörkt) utseende", eller "man från Mauretanien". 
Namnet är mycket ovanligt i Sverige.
Den 31 december 2012 fanns det 192 personer med förnamnet Moritz, varav 86 hade det som förstanamn/tilltalsnamn. Det fanns också 391 personer med Moritz som efternamn.
Namnsdag: 22 september  (sedan 1986). I den finlandssvenska namnsdagslängden har Moritz namnsdag 22 september sedan starten 1929, då en egen namnsdagskalender togs i bruk för finlandssvenskar.

## Personer med namnet Moritz
- Moritz av Nassau, prins av Oranien. Son till Vilhelm I av Oranien
- Moritz, greve av Sachsen
- Moritz, kurfurste av Sachsen
- Moritz Hauptmann, tysk tonsättare
- Nils Moritz, svensk skådespelare
- Moritz Leuenberger, schweizisk politiker
- Moritz Schlick, tysk filosof och fysiker
- Moritz Winternitz, österrikisk indolog